# Bachantele
Bachantele este o tragedie greacă antică, scrisă de dramaturgul atenian Euripide în timpul ultimilor ani petrecuți în Macedonia, la curtea lui Arhelau I al Macedoniei. A avut premiera postumă la Teatrul lui Dionisos, în 405 î.Hr., ca parte a unei tetralogii care mai includea Ifigenia la Aulis și Alcmaeon, și despre care se presupune că a fost regizată de fiul sau nepotul lui Euripide. A câștigat premiul întâi în competiția festivalului Dionisia.
Tragedia se bazează pe mitul grecesc al regelui Penteu din Teba și al mamei sale, Agave, și pe pedepsirea lor de către zeul Dionisos (vărul lui Penteu). Bachantele este considerată nu doar una dintre cele mai reușite tragedii ale lui Euripide, ci și una dintre cele mai importante scrise vreodată, moderne sau antice.

## Personaje
- Dionisos, zeul vinului; fiul lui Semele
- Tiresias
- Cadmus, întemeietorul Tebei
- Penteu, regele Tebei
- Agave, mama lui Penteu
- Servitorul
- Crainicii
- Corul, alcătuit din bachante
- Oameni din garda lui Penteu și însoțitori ai lui Cadmus

## Acțiune
Tragedia Bachantele ocupă un loc singular în creația lui Euripide. Majoritatea pieselor sale se disting prin fantezia invenției dramatice și prin realismul zugrăvirii caracterelor. Nu trebuie pierdut însă din vedere faptul că tragedia, la originile ei, a fost o dramă sacră, menită să-l preamărească pe Dionisos și să facă înțelese prin mijlocirea unei reprezentări artistice, anumite laturi ale religiei dionisiace, așa cum misterele sau miracolele medievale erau ilustrații dramatice ale religiei creștine.
– Alexandru Pop  
|  | Ce multe sînt fețele sorții, și ce de-ntîmplări nesperate dezlănțuie zeii. | — Corifeul, Bachantele |

Dionisos, zeul vinului și al petrecerii, s-a născut din uniunea lui Zeus cu muritoarea Semele, fiică a întemeietorului Tebei, Cadmus. Semele este ucisă accidental de fulgerul lui Zeus, iar Dionisos este exilat de familia sa, aceasta  punându-i la îndoială paternitatea divină. Tânărul străbate Persia și alte ținuturi străine, întorcându-se într-un final la Teba, urmat de o adunătură de credincioase, numite menade (bachante).
Tragedia se deschide cu Dionisos, hotărât să se răzbune pe trădarea adusă lui și mamei sale de către propria familie. În acest scop, el se deghizează în muritor și induce nebunia în toate femeile din Teba, care fug pe muntele Kiteron pentru a celebra ritualuri în cinstea zeului. Mătușile lui Dionis, surorile lui Semele, Ino, Autonoe și Agave, sunt, de asemenea, fermecate să devină membre ale cultului dionisiac. La curtea palatului teban, Cadmus și sfătuitorul lui, Tiresias, se pregătesc să se alăture menadelor. Sunt opriți de venirea regelui cetății, Penteu, întors din drumețiile sale, în Teba. Fiu al lui Agave și al lui Echíon, Penteu este înfuriat de condiția tebanelor și ordonă capturarea imediată a lui Dionisos. 
| Imagine indisponibilă |  | Imagine indisponibilă                             |
| Dionisos, surprins în Bachantele în ipostaza de zeu al demenței și al răzbunării. (Mozaic din Pella, Grecia, 330-300 î.Hr.) |  | Frescă din Pompeii cu Penteu sfâșiat de bachante. |

Trimișii regelui se întorc aducându-l pe zeu. Bachantele se trag de-o parte, înspăimântate. Penteu iese din palat și îl interoghează pe tânărul conducător al dezmățului. Dionis se dă drept un credincios al fiului lui Zeus, invitându-l pe rege să se alipească ritului. Ca răspuns, Penteu ordonă închiderea sa într-un grajd. Corul lamentează prizonieratul, însă este șocat să vadă cum, în scurt timp, palatul este cuprins de flăcări, și prăbușit de un cutremur puternic.
Dionis iese nevătămat dintre rămășițe și se reunește cu slujitoarele sale. Penteu primește vești de la un mesager, care îl informează despre situația menadelor din păduri. Acestea alăptează pui de lup, fac vrăji și sunt posedate de o forță inimaginabilă, pe care o folosesc în uciderea cirezilor de vaci și tauri, și în atacarea satelor. Dionisos, încă deghizat, îl convinge pe rege să renunțe la planul său de a pedepsi femeile cu forță brută. Îl sfătuiește să le spioneze mai întâi, îmbrăcându-se în menadă și pretinzând că face parte din grup. Penteu este încet hipnotizat de influența zeului și aprobă planul. Cei doi se îndreaptă spre Kiteron.
Un mesager sosește pentru a raporta că, odată ce grupul a ajuns pe munte, Penteu a vrut să se urce într-un copac pentru a avea o priveliște mai bună, iar străinul a folosit puterea divină pentru a îndoi arborele și a-l așeza pe rege în cele mai înalte ramuri ale acestuia. Apoi, Dionis, dezvăluindu-se, și-a chemat adeptele și a pârât intrusul. Menadele înnebunite, conduse de Agave, l-au coborât pe Penteu din copac, i-au smuls membrele și capul, și i-au sfâșiat trupul în bucăți.
După transmiterea veștii, Agave sosește acasă, purtând capul însângerat al fiului ei. În starea ei de bolânzie zeiască, crede că este capul unui leu de munte. Ea i-l arată cu mândrie tatălui său, Cadmus, și este confuză când acesta nu se bucură de trofeul ei, ci este îngrozit de el. Agave îl cheamă pe Penteu să vină să se minuneze de ispravă. Dar acum nebunia începe să se stingă, iar Cadmus o obligă să recunoască faptul că și-a ucis propriul fiu. La sfârșitul piesei, cadavrul lui Penteu este reasamblat, iar familia regală este devastată și distrusă. Agave și surorile ei sunt trimise în exil, iar Dionisos decretează că bunicii săi, Cadmus și Harmonia, vor fi transformați în balauri.

## Importanță religioasă
Teatrul grecesc era o formă de adulare și exprimare religioasă. Bachantele reconstituie modul în care Dionisos a atins titlul de divinitate părtașă panteonului Olimpic. În teatrul grec antic, "jocul de roluri este o trăsătură bine cunoscută a liminarității rituale".
Interogarea lui Iisus de către Ponțiu Pilat din Biblie a fost comparată cu interogarea lui Dionisos de către regele Penteu cu privire la autointitularea sa drept divinitate.

## Arbore genealogic
|      |      |      |      |      |      |          |          |          |          |          |          |        |        |        |        | Cadmus |        |  |  |  |  |        |        |        |        |        |        |       |       |  |  |
|      |      |      |      |      |      |          |          |          |          |          |          |        |        |        |        |        |        |  |  |  |  |        |        |        |        |        |        |       |       |  |  |
|      |      |      |      |      |      |          |          |          |          |          |          |        |        |        |        |        |        |  |  |  |  |        |        |        |        |        |        |       |       |  |  |
| Zeus | Zeus | Zeus | Zeus | Zeus | Zeus |          |          |          |          |          |          | Semele | Semele | Semele | Semele | Semele | Semele |  |  |  |  |        |        | Agave  | Agave  | Agave  | Agave  | Agave | Agave |  |  |
| Zeus | Zeus | Zeus | Zeus | Zeus | Zeus |          |          |          |          |          |          | Semele | Semele | Semele | Semele | Semele | Semele |  |  |  |  |        |        | Agave  | Agave  | Agave  | Agave  | Agave | Agave |  |  |
|      |      |      |      |      |      |          |          |          |          |          |          |        |        |        |        |        |        |  |  |  |  |        |        |        |        |        |        |       |       |  |  |
|      |      |      |      |      |      | Dionisos | Dionisos | Dionisos | Dionisos | Dionisos | Dionisos |        |        |        |        |        |        |  |  |  |  | Penteu | Penteu | Penteu | Penteu | Penteu | Penteu |       |       |  |  |